# 村主康瑞
村主 康瑞（すぐり こうずい、1950年8月9日-）は、兵庫県生まれの真言宗の僧侶。宝塚市の中山寺塔頭総持院住職、大本山中山寺長老、真言宗中山寺派管長。大僧正。

## 来歴・人物
- 1950年（昭和25年）、兵庫県生まれ。
- 1973年、早稲田大学を卒業後、大阪大学大学院山口恵照研究室に在籍。
- 1987年（昭和62年）、中山寺塔頭・総持院住職に就任。派内で法務・財務・総務部長を歴任。
- 1998年（平成10年）、中山寺長老に就いた。
- 2010年、種智院大学学長。
- 2012年、綜藝種智院理事長も兼任。